# David Seger
John David Theodor Seger (15 luglio 1999) è un calciatore svedese, centrocampista del CSKA Sofia.

## Carriera
Ha iniziato la propria carriera nelle divisioni inferiori del calcio svedese, mettendosi in mostra in particolar modo nella stagione 2019 quando con 9 reti segnate si è affermato come miglior marcatore della propria squadra, il Sollentuna FK, in Division 1.
Il 23 gennaio 2020 è stato acquistato dall'Örebro, con cui ha debuttato in Allsvenskan giocando l'incontro pareggiato 0-0 contro l'Östersund. Con i bianconeri è rimasto complessivamente per quattro stagioni, di cui le prime due trascorse nel campionato di Allsvenskan e le ultime due in Superettan.
Nel gennaio 2024, dopo aver lasciato l'Örebro a parametro zero, si è accordato per due anni con un altro club del campionato di Superettan, ovvero l'Öster. Al suo primo anno nel club ha contribuito alla promozione nella massima serie con 6 reti e 8 assist in 28 partite. Ha dunque cominciato in rossoblù anche la stagione 2025 nella quale ha totalizzato 2 reti e 2 assist fino a quando è stato ceduto poco prima di metà campionato.
L'8 luglio 2025 infatti è stato acquistato dai bulgari del CSKA Sofia.